# بيج سيغال
بيج سيغال (بالإنجليزية: Paige Segal)‏ هي ممثلة أمريكية، ولدت في 14 مايو 1987 في لوس أنجلوس في الولايات المتحدة.

## وصلات خارجية
- بيج سيغال على موقع IMDb (الإنجليزية)